# ケチケーシュ・アーコシュ
ケチケーシュ・アーコシュ（Kecskés Ákos 、1996年1月4日 - ）は、ハンガリー・ホードメゼーヴァーシャールヘイ出身のプロサッカー選手。FKオリンピエツ・ニジニ・ノヴゴロド所属。ポジションは、ディフェンダー。

## 経歴

### クラブ
アタランタBCの下部組織出身で、2012年に18歳になったとき、クラブとプロ契約を交わした。2015年8月にウーイペシュトFCに期限付き移籍。2017年夏、ポーランドのブルク＝ベット・テルマリカ・ニエチェツァに期限付き移籍。2018年2月には同じポーランドのコロナ・キェルツェに期限付き移籍。 
2018年夏、スイスのFCルガーノに完全移籍。
2021年7月29日、FKオリンピエツ・ニジニ・ノヴゴロドに2年契約で移籍。

### 代表
ユース年代からハンガリー代表に選出されており、2015 FIFA U-20ワールドカップなどに出場している。
2020年8月、UEFAネーションズリーグ2020-21のトルコ・ロシア代表戦でフル代表に初招集された。11月15日、セルビア代表との国際親善試合でフル代表デビューを果たした。
2021年6月、UEFA EURO 2020参加メンバーに選出されたが、同大会での出場機会はなかった。